# Hannelore Dreutler

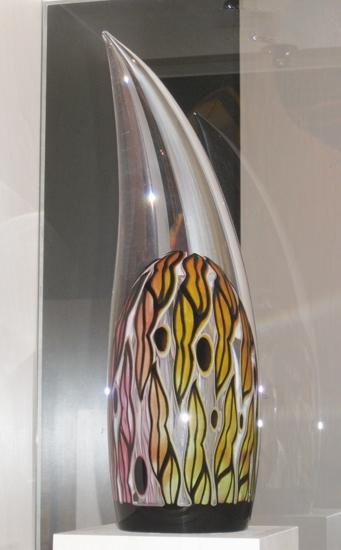
Glasskulptur Fata Morgana - Evolution av Hannelore Dreutler 2005

Hanne (Hannelore) Margarete Dreutler, född 30 juli 1942 i Freiburg im Breisgau, Tyskland, död 15 mars 2009 i Åhus, var en tysk-svensk glaskonstnär och silversmed.

## Biografi
Hannelore Dreutler studerade 1959–60 på Kunstgewerbeschule i Basel, Schweiz och flyttade därefter till Sverige. Hon utbildade sig till industriformgivare och silversmed vid Konstfack i Stockholm fram till 1966, och arbetade sedan vid glasbruken i Flygsfors, Målerås och Kosta. Hon drev även egna silversmedjor på 1960- och 70-talen. År 1977 grundade hon Studioglashyttan i Åhus tillsammans med maken Arthur Zirnsack, och Åhus blev deras hem och arbetsplats.

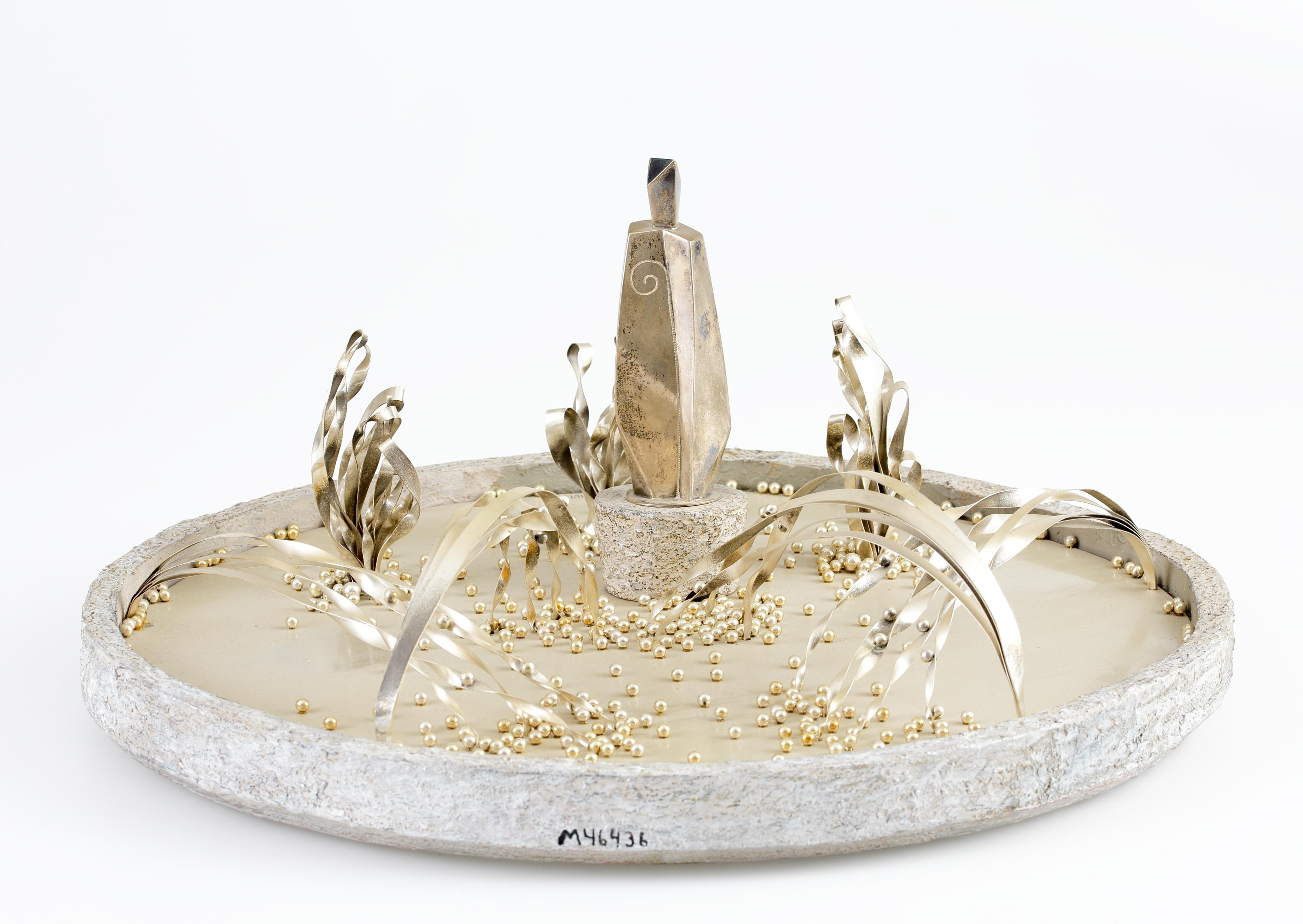
Modell i silver m.m. av Vicke Lindstrands skulpturgrupp Legend i glas, utförd av Hannelore Dreutler 1975

Studioglashyttans första succé blev Glasäpplet, inspirerad av glaskonstnären Vicke Lindstrand. Efter Lindstrands pensionering från Kosta arbetade han på hyttan i Åhus.
Hannelore Dreutlers viktigaste insats var inom glasområdet, där hon bland annat fulländade graal-tekniken. Hon gjorde även skulpturer i glas. Inspirationen hämtades från hela världen, efter många resor i främmande länder där olika miljöer dokumenterats med fotografier. Detta kom också att prägla deras nya hem i Åhus, med otaliga minnen från dessa resor. Hon utvecklade emaljkonsten och jobbade också med utformning av textiler. Dreutler finns representerad vid Nationalmuseum i Stockholm.
Hon erhöll 1999 Kristianstads kommuns kulturpris.